# Joh. Friedrich Behrens

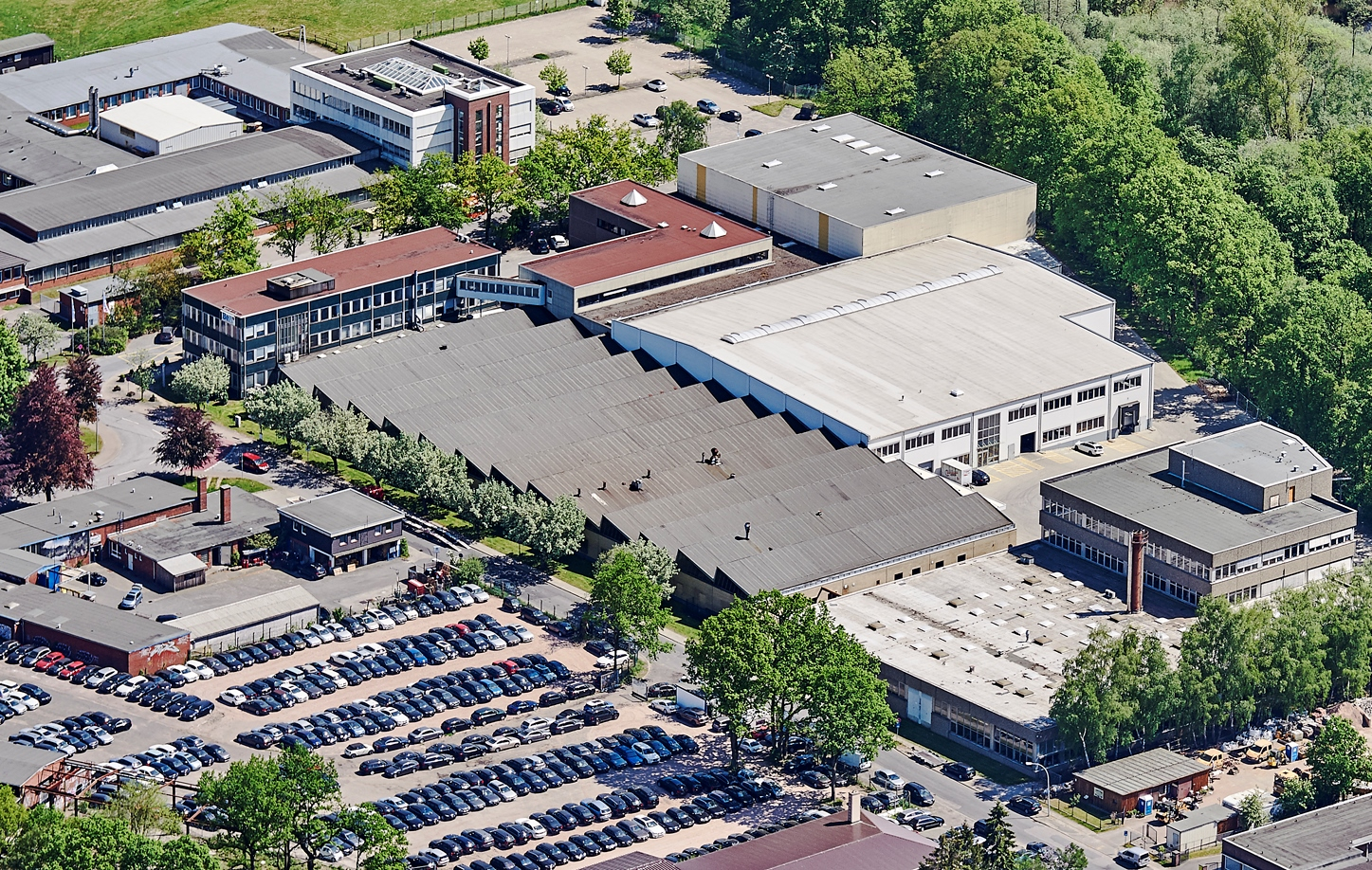
Werk der Joh. Friedrich Behrens AG in Ahrensburg (2016)

Die Joh. Friedrich Behrens AG mit Sitz in Ahrensburg in Holstein war ein börsennotierter Hersteller von Druckluftnaglern, vor allem für die Möbel-, Verpackungs- und Bauindustrie. Außerdem produzierte sie entsprechende Verbrauchsmaterialien, das heißt Nägel und Heftklammern, und handelte mit weiterem Zubehör. Das Unternehmen trat am Markt unter dem Kürzel und Markennamen BeA auf. Im Geschäftsjahr 2019 erwirtschaftete es mit 441 Mitarbeitern einen Umsatz von 118,8 Mio. €. Rund 67 Prozent dieser Erlöse entfielen auf Befestigungsmittel, rund 13 Prozent auf Druckluftgeräte und rund 20 Prozent auf sonstige Produkte.

## Geschichte
1910 gründete Johann Friedrich Behrens in Hamburg ein Im- und Exportunternehmen, das auch selbst Heftklammern herstellte. 1951 verlegten die beiden Unternehmer Carl Backhaus und Hans Rodmann den Sitz des Betrieb, den sie nach dem Zweiten Weltkrieg erworben hatten, von Hamburg nach Ahrensburg in eine frühere Bürstenfabrik. Sie führten außerdem ein neuartiges Mitarbeiter-Beteiligungsmodell ein, das den Arbeitnehmern umfassende Mitbestimmungsrechte einräumte; es wurde später als Ahrensburger Modell bekannt.
Nach dem Vorbild eines in den USA hergestellten Geräts entwickelte und vermarktete BeA in den 1950er Jahren den ersten eigenen Druckluftnagler. Die Zahl der Mitarbeiter stieg von 30 im Jahr 1951 auf 167 im Jahr 1960, in den 1970ern weiter auf über 500. Seit 1977 war das Unternehmen an der Börse. Die Geschäftsführung hatte der Rechtsanwalt Günther Ploen (* 1924). 1987 wechselte die Aktie aus dem Freiverkehr in den geregelten Markt. 2010 waren am Hauptsitz in Ahrensburg sowie in Vertriebs- und Servicegesellschaften in sechzehn Ländern rund 400 Personen beschäftigt.
Bedingt durch die COVID-19-Pandemie sowie durch Schwierigkeiten bei der Rückzahlung einer fälligen Mittelstandsanleihe beantragte das Unternehmen am 11. November 2020 die Eröffnung eines Insolvenzverfahrens in Eigenverwaltung.

## Geschäftsdaten
| Jahr | Umsatz (Mio. €) | Mitarbeiter ø |
| ---- | --------------- | ------------- |
| 1990 | 72              | 846           |
| 1995 | 65              | 600           |
| 2000 | 106             | 672           |
| 2005 | 99              | 647           |
| 2010 | 81              | 390           |
| 2015 | 106             | 415           |
| 2019 | 118,8           | 441           |

(Quelle 1990–2015: Hoppenstedt Aktienführer)

## Nachfolger BeA GmbH
Der chinesische Konzern Hangzhou GreatStar Industrial übernahm im März 2021 die wesentlichen Vermögenswerte des Unternehmens und übertrug sie auf die 2021 neu gegründete BeA GmbH. Diese Gesellschaft und ihre internationalen Tochtergesellschaften werden als eigenständiger Unternehmensverbund von Ahrensburg aus geführt. Im August 2021 zählten zu diesem Verbund 450 Beschäftigte, 14 Tochtergesellschaften und Niederlassungen, zudem die Marken BeA, BeA Autotec und KMR. Zu den Produkten gehören Druckluftnagler und industrielle Befestigungsmittel für die Verpackungs-, Möbel- und Bauindustrie. Der frühere Geschäftsbetrieb der Joh. Friedrich Behrens AG wurde „nahezu vollständig übernommen“.